# Ion Neculce
Ion Neculce (n. 1672, Moldova – d. 1745, Târgu Frumos, Iași, România) a fost un cronicar moldovean, mare boier, care a ocupat diferite funcții importante în perioada domniei lui Dimitrie Cantemir.

## Biografie
Ion Neculce s-a născut în anul 1672, în satul Prigorenii Mici (azi Ion Neculce) din județul Iași. Tatăl său a fost Enache Neculce vistiernicul, se pare grec de origine, iar mama - Catrina era fiica vistiernicului Iordache Cantacuzino și a Catincăi Bucioc.
Al doilea soț al Catrinei a fost Enache (Ienachi) grămăticul, tatăl vitreg al cronicarului. În anul 1686, un podghiaz polon (podghiaz sau poghiaz = grup de ostași care execută o incursiune pe teritoriul străin cu scopul de a jefui) a ars conacul familiei de la Prigoreni și l-a ucis pe Enache. Catrina cu copiii (mai avea două fete) a fost nevoită să plece în Țara Românească, pentru a se adăposti la rudele de acolo, la stolnicul Constantin Cantacuzino. Ea mai era însoțită de mama ei, Iordăchioaia, și de  fratele ei, Iordachi stolnicul.
În 1691 se întoarce în Moldova, unde capătă slujba de postelnic. În 1700 era vătaf de aprozi, apoi devine vel-agă ( mare agă, rang boieresc, echivalent șefului poliției), fiind însărcinat cu găzduirea solului polon Rafael Leszczynski în Iași. În aceeași perioadă s-a căsătorit cu Maria, fiica biv-hatmanului Lupu Bogdan,nepoată de soră a lui Dimitrie Cantemir.
Sub Antioh Cantemir a înaintat până la rangul de  vel spătar, și, după ce a stat retras un timp, a fost făcut mare hatman (1710-1711) de către Dimitrie Cantemir, la trecerea acestuia de partea lui Petru cel Mare și a luat parte la războiul rușilor cu turcii.
După ce rușii au pierdut războiul, în bătălia de la Stănilești (1711), Neculce a trecut cu Cantemir în Rusia și a stat acolo câțiva ani, până la 1719, după care, capătă învoirea de a intra  în Moldova , sub domnul Mihai Racoviță. "Atunce [zice Neculce] și mie mi s-au isprăvit ferman de la Poartă de pace. Și-am venit la pământul mieu, zăbovind în străinătate 9 ani, 2 ani la Moscu și 7 ani în Țara Leșească, cu multe valuri și supăr, care nu le mai poci înșira cu condeiul meu" A trăit la moșia sa din Boian.
A primit marea dregătorie de  vel vornic al Țării de Sus, acordată de Grigore al II-lea Ghica, în 1731. A murit după 1744, lucru ce se dovedește prin ultimele cuvinte ale cronicii lui, unde spune că Constantin Mavrocordat, fiind scos din domnia Moldovei, nu a stat mazilit nici un an întreg, ci a fost numit în Muntenia, ceea ce s-a întâmplat în anul 1744.
În lucrarea sa „Istoria literaturii române”, istoricul Gheorghe Adamescu spune: „Neculce a fost un militar distins, iar Petru cel Mare l-a prețuit mult și i-a arătat o deosebită simpatie. Tot așa era privit și de familia lui Cantemir și de ceilalți boieri; de aceea când a voit să se întoarcă în țară, cu multă greutate a scăpat de insistențele lor. El însă a ținut cu orice preț să-și vadă țara și nu s-a temut că i se va întâmpla vreo nenorocire, vreo persecuție, ci - precum însuși zice - și-a pus nădejdea în Dumnezeu, care din toate l-a scăpat”.

## Opera
Lucrarea de căpătâi a lui Neculce - în afară de compilarea cronicilor anterioare - este Letopisețul Țării Moldovei de la Dabija Vodă până la a doua domnie a lui Constantin Mavrocordat. Lucrarea cuprinde evenimentele din 1662 până la 1743, la care a fost mai totdeauna părtaș sau le-a cunoscut de aproape. Cel mai probabil, cronicarul și-a început lucrul la Letopiseț după anul 1732, când avea deja cca 60 de ani și a lucrat la Letopiseț până în anul 1744.
În prefața lucrării, autorul relatează că până la Duca-Vodă el s-a condus de diferite izvoare aflate pe la alții, "iar de la Duca-Vodă cel bătrân înainte până unde s-o vedea, la domnia lui Ion Vodă Mavrocordat, nici de pre un izvor a nimănui, ce am scris singur dintru a mea știință, câte s-au tâmplat de au fost în viața mea. Nu mi-au trebuit istoric străin să cetesc și să scriu că au fost scrise în inima mea".
Letopisețul este precedat de câteva file ce poartă titlul: "O samă de cuvinte ce sîntu audzite din om în om, de oameni vechi și bătrâni și în letopiseții nu sînt scrise...". Aici se cuprind o serie de tradiții relative la diferiți domni și care ulterior au format subiectele legendelor și poemelor din literatura noastră modernă, precum: Daniil Sihastru de Bolintineanu, Aprodul Purice de Negruzzi, Altarul mănăstirii Putna de Alecsandri, Cupa lui Ștefan de Bolintineanu, Dumbrava roșie de Alecsandri, Visul lui Petru Rareș de Alecsandri ș.a. Aproape toți domnii, despre care vorbește Neculce în cursul cronicii sale, au câte un scurt portret sau câte o caracteristică.
Dintre toți istoricii și criticii literari, numai George Călinescu l-a caracterizat pe Ion Neculce ca având un "ton bârfitor și moralizator."Iată un exemplu de "bârfă" a lui Ion Neculce, cu referire la Dumitrașcu-vodă, dat de G Călinescu în Istoria literaturii... (op.cit.): "și era om nestătător la voroavă, telpiz, amăgitor, geambaș de cai de la Fanar din Țarigrad; și după aceste, după toate, era bătrân și curvar. Doamna lui era la Țarigrad; eară el aice își luase o fată a unei rachierițe, de pe Podul Vechiu, anume Arhipoae; eară pre fată o chiema Anița , și era țiitoarea lui Dumitrașco-vodă..." Criticul literar Șerban Cioculescu apreciază (op.cit.,p.92) că: "Neculce nu a putut fi imparțial și obiectiv, fiindcă a suferit prea mult în copilărie și tinerețe de disprețul acelora care îl vor fi privit pe el și pe ai săi ca pe niște "rude sărace" și mezaliate."
Cronica lui Ion Neculce ni s-a păstrat într-un număr de 14 copii manuscrise, dintre care cel mai vechi, cu intervenții ale autorului, nedatat, este ms. B.A.R.P.R. nr. 253, folosit și de Mihail Kogălniceanu, la alcătuirea primei sale ediții din 1845.

## Numismatică
Banca Națională a României va pune în circulație, la 16 mai 2022, în atenția numismaților, o monedă de argint având ca temă „350 de ani de la nașterea lui Ion Neculce.” Moneda are valoarea nominală de 10 lei, are titlul de 999‰, este rotundă, cu diametrul de 37 mm, are greutatea de 31,103 g, cantul este zimțat, iar toate cele 5.000 de exemplare sunt de calitate proof.

## Galerie

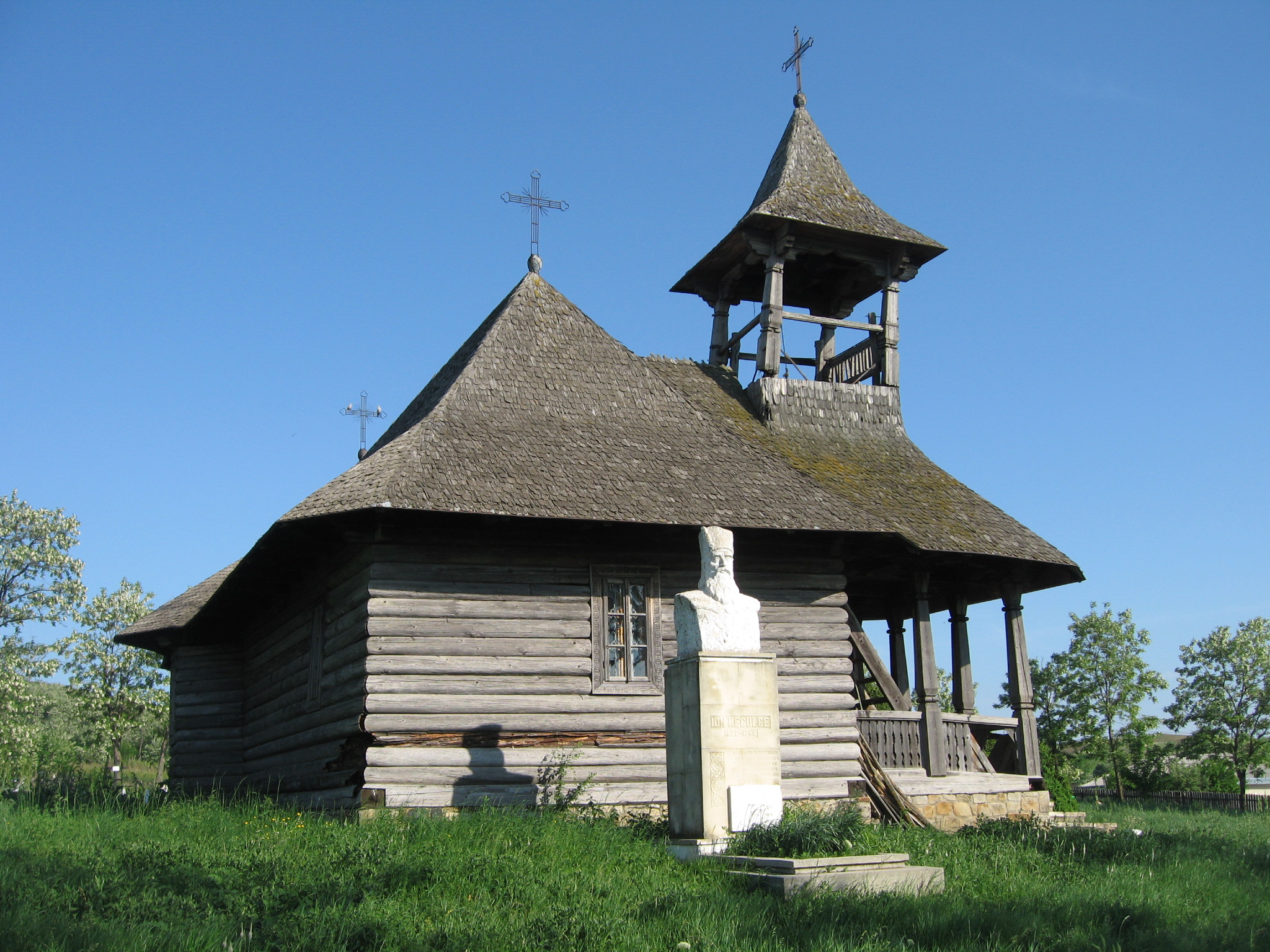
Biserica şi mormântul lui Ion Neculce
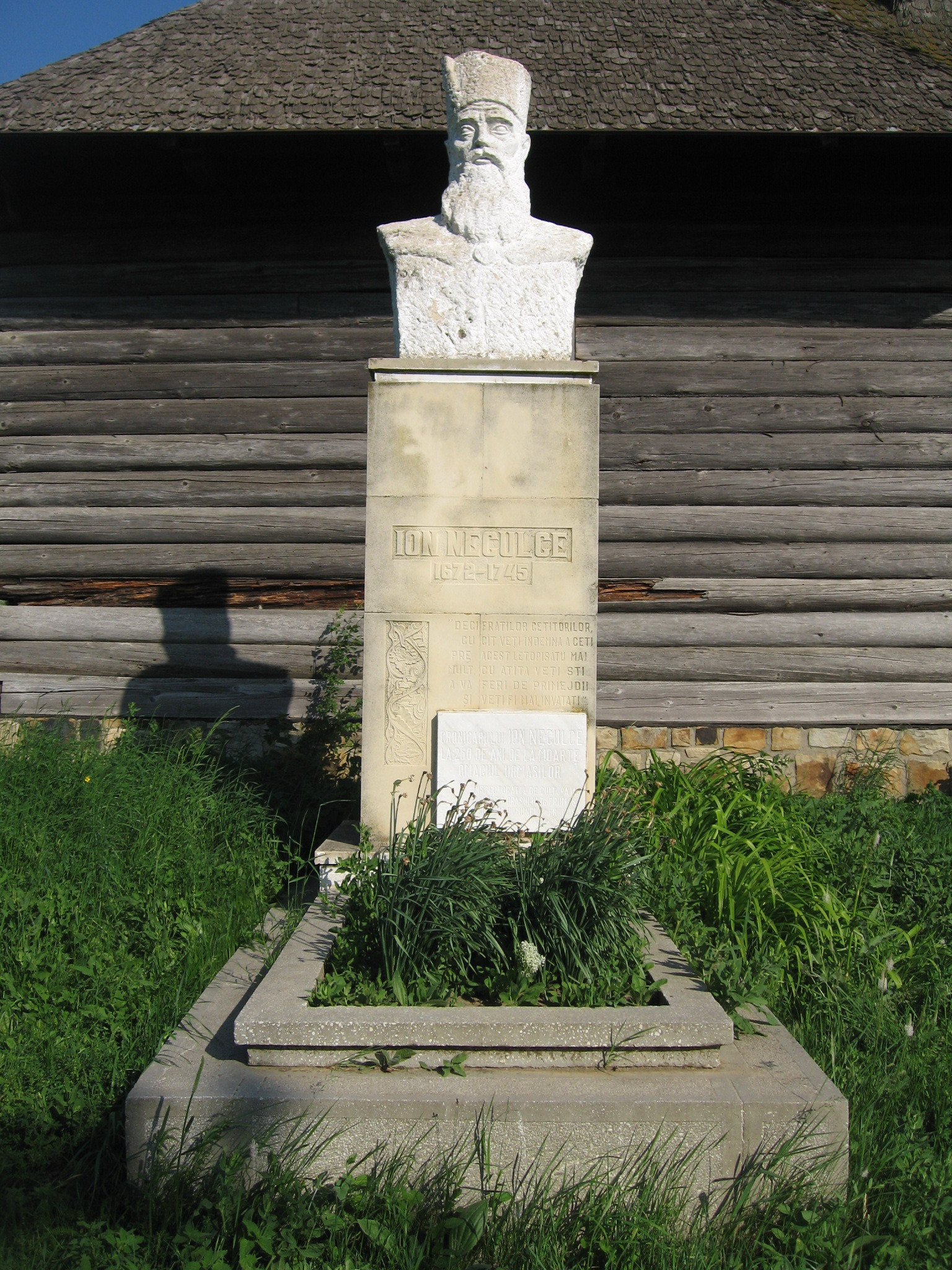
Mormântul cronicarului Ion Neculce
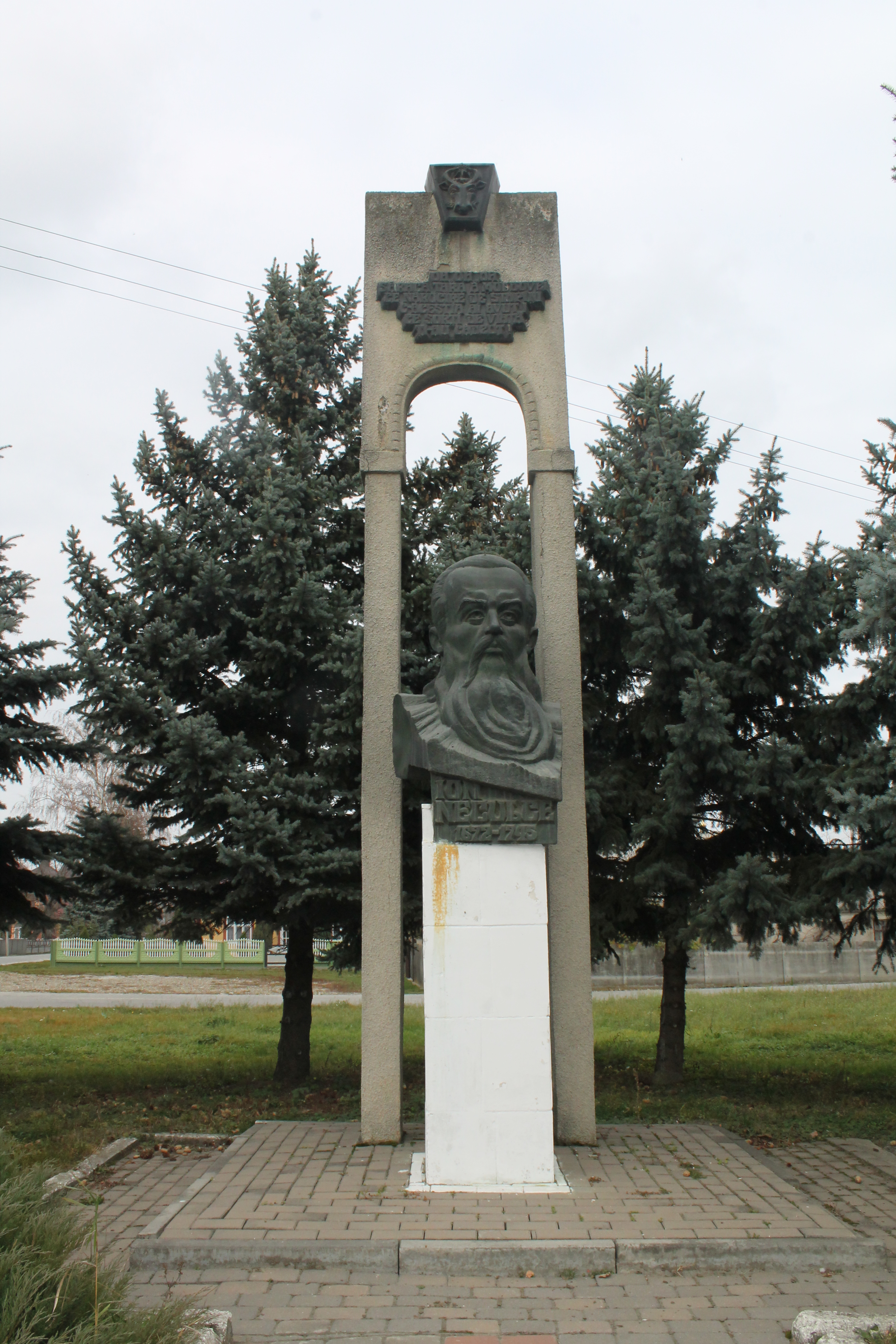
Statuia lui Ion Neculce din Boian, Ucraina